# Эррера, Серхио
Серхио Дарио Эррера Монт (исп. Sergio Darío Herrera Month; род. 15 марта 1981 года в Барранкабермеха, Колумбия) — колумбийский футболист, нападающий. Выступал в сборной Колумбии.

## Клубная карьера
Эррера начал карьеру в «Альянса Петролера», в том же году в поисках игровой практики он отправился в Аргентину, где провёл два матча за «Альмагро». В 2000 году Серхио вернулся в Колумбию, где подписал контракт с «Америкой» из Кали. С новым клубом он три раза выиграл Кубок Мустанга, но провёл за три сезона всего три встречи. В 2003 году Эррера вернулся в родной «Альянса Петролера» и по итогам сезона стал лучшим бомбардиром Серии B. Он забил 25 мячей в 28 матчах. В 2004 году «Америка» вернула Серхио и он выиграл гонку бомбардиров Кубка Мустанга. По окончании сезона Эрерра покинул клуб и выступал за аравийский «Аль-Иттихад» и бразильский «Атлетико Паранаэнсе».
В 2007 году Серхио вернулся на родину и провёл несколько хороших сезонов в составе «Депортиво Кали». В 2010 году он переехал в США, где заключил соглашение с «Коламбус Крю». 9 май в матче против «Нью-Ингланд Революшн» он дебютировал в MLS.
Летом того же года Серхио перешёл в венесуэльский «Депортиво Тачира». 8 августа в матче против «Яракуянос» он дебютировал в венесуэльской Примере. 15 августа в поединке против «Депортиво Ансоатеги» он забил свой первый гол за «Тачиру». 1 мая 2011 года в матче против «Арагуа» Эррера сделал хет-трик. В своём дебютном сезоне Серхио стал лучшим бомбардиром команды.
В 2012 году Эррера вернулся в Колумбию, где стал футболистом «Депортес Киндио». 22 сентября в матче против «Онсе Кальдас» он дебютировал за новую команду. В этом же поединке Серхио сделал «дубль», забив свои первые голы за «Киндио». В начале 2013 года он перешёл в «Онсе Кальдас». 3 марта в матче против «Ла Экидада» Эррера дебютировал за новый клуб. 30 июня в поединке против своего бывшего клуба «Депортиво Кали» он забил свой первый гол за «Кальдас».
В начале 2014 года Эррера перешёл в «Санта-Фе». 25 января в матче против «Агилас Перейра». 8 февраля в поединке против «Индепендьенте Медельин» Серхио забил свой первый гол за С"анта-Фе". Летом того же года Эррера вернулся в «Депортиво Кали», где отыграл полгода.
В начале 2016 года Серхио во второй раз стал футболистом «Депортиво Тачира».

## Международная карьера
В 2004 году Эррера дебютировал за сборную Колумбии. 6 июня в матче отборочного турнира Чемпионата мира 2006 против сборной Уругвая он забил свой первый гол за национальную команду. В том же году Серхио был внесен в заявку сборной на Кубок Америки. 24 июля в поединке группового этапа против сборной Уругвая Эррера забил гол. Он также сыграл в оставшихся встречах против сборных Венесуэлы, Коста-Рики, Боливии и завоевал четвёртое место.

### Голы за сборную Колумбии
| #   | Дата         | Место                                                 | Противник | Счёт | Соревнование                     |
| --- | ------------ | ----------------------------------------------------- | --------- | ---- | -------------------------------- |
| 01. | 6 июня 2004  | Метрополитано Роберто Мелендес, Барранкилья, Колумбия | Уругвай   | 5:0  | Чемпионат мира 2006 квалификация |
| 02. | 27 июня 2004 | Майами Оранж Боул, Майами, США                        | Аргентина | 2:0  | Товарищеский матч                |
| 03. | 24 июля 2004 | Гарсиласо де ла Вега, Куско, Перу                     | Уругвай   | 1:2  | Кубок Америки 2004               |

## Достижения
«Америка» Кали
- Чемпионат Колумбии по футболу — 2000
- Чемпионат Колумбии по футболу — 2001
- Чемпионат Колумбии по футболу — Апертура 2002

 «Аль-Иттихад»
- Обладатель Кубка принца Саудовской Аравии — 2004
- Обладатель Кубка чемпионов АФК — 2005